# Fasanbladhøne
Fasanbladhøne (latin: Hydrophasianus chirurgus) er en fugl fra det sydlige Asien. Den tilhører bladhønsefamilien i ordenen mågevadefugle.